# Святошин (аеродром)
Аеродром Святошин, раніше відомий як Святошино, є службовим аеродромом в місті Київ, Україна, розташований в 11 км на північний захід від центру міста. Заснований у 1913 році, видатним авіатором, штабс-капітаном російської армії — Кокаєвим Миколою Володимировичем[джерело?].

## Основні параметри
Є частиною концерну Антонов, назва походить від району міста, де він знаходиться.
Аеродром Святошин час від часу слугує майданчиком для проведення різних авіаційних подій, зокрема, фестивалів. В інший час аеродром є режимним об'єктом і для відвідування закритий.

## Дублер
У компанії «Антонов» є також інший аеродром ― Антонов в Київській області, що функціонує як випробувальний центр для літаків АН, а також є базовим для бортів дочірньої компанії Авіалінії Антонова.